# Louis-Léon Pajot
Pour les articles homonymes, voir Pajot.
Louis-Léon Pajot, comte d'Ons-en-Bray (aussi écrit Onsenbray), directeur de la ferme générale des postes et relais de France, membre honoraire de l'Académie royale des sciences, est né à Paris le 25 mars 1678, et mort à Paris (rue de Bercy) le 22 février 1754 .

## Biographie
Louis-Léon Pajot est le fils de Léon Pajot, contrôleur général des Postes et Relais de France, et de Marie-Anne Rouillé, tante d'Antoine Louis Rouillé.
Pendant ses études au collège des Jésuites, il a été atteint d'une maladie des yeux qui l'a obligé à quitter le collège et suivre des cours privés de M. Quem qui lui a enseigné la philosophie de René Descartes et des ouvrages qu'elle a produits.
Sa vue s'étant rétablie, il a voyagé en Hollande où il a pu visiter le cabinet de Frederik Ruysch qui l'a suffisamment impressionné pour vouloir créer le même avec des morceaux histoire naturelle et des ouvrages de mécanique. 
Il est revenu de Hollande en 1698. Son père l'a formé pour qu'il prenne sa succession comme directeur général des postes. Il a remplacé son père à sa mort, en 1708. Louis XIV lui a confié plusieurs affaires secrètes et délicates. Peu avant sa mort, le roi l'a appelé pour cacheter son testament et l'a envoyé pour le déposer au parlement.
Quand le duc d'Orléans est devenu régent du royaume, il a laissé la charge de surintendant des Postes à Jean-Baptiste Colbert de Torcy et lui a donné une des charges d'intendant des Postes qu'il a conservée jusqu'à sa suppression.
Il a choisi de consacrer entièrement le temps qui lui restait libre pour développer sa collection et de se consacrer à la physique et à la mécanique. Il a choisi d'habiter une belle maison rue de Bercy au-delà du faubourg Saint-Antoine dans un parc s'étendant jusqu'au chemin en bord de Seine, bâtie par le duc de Chaulnes achetée par son père. Il a consacré l'essentiel de cette maison aux cabinets qu'il voulait développer et aux laboratoires qui lui étaient nécessaires. Il y a aménagé un jardin des plantes et une orangerie. Il y entretenait un jardinier, un chimiste, un dessinateur et les ouvriers nécessaires pour la construction de machines. Il y a invité des académiciens des sciences comme le Père Sébastien pendant dix années et Étienne-François Geoffroy qui a conduit le laboratoire de chimie pendant quatre ans.
Il a obtenu une des deux places d'honoraire de l'Académie royale des sciences créées en 1716. Il a alors pu participer aux réunions de l'Académie. Il était particulièrement intéressé par celles où ont été présentées de nouvelles machines proposées à l'agrément de l'Académie. Bien que la place d'honoraire de l'Académie n'impose aucun travail, il a remis à l'Académie plusieurs mémoires. Il a présenté une machine pour battre la mesure des différents airs de musique d'une manière toujours fixe, d'une construction de mesures de liquide qui lui avait été commandée par le Corps de la Ville de Paris, un instrument pour observer la direction et la force du vent. Cet anémomètre a été conçu pour tracer la direction du vent et sa force.
Il a développé de ses cabinets et les a rendus si riches et si complets que la plupart des seigneurs étrangers importants venant à Paris ne quittaient pas la ville sans le visiter. Le tsar Pierre Ier les a visités en 1717 et a envoyé à Louis-Léon Pajot, à son retour en Russie, un tour et des ouvrages réalisés de sa main avec celui-ci. L'empereur et le prince Charles de Lorraine y sont venus plusieurs fois. L'Électeur de Bavière, le roi de Pologne, le duc de Lorraine, les princes de Saxe-Cobourg et de Saxe-Gotha, la plupart des princes d'Allemagne et de Pologne ont visité ses cabinets. Il en est de même pour les ambassadeurs du calife ottoman.
Ce qui rendait ces cabinets uniques, c'était l'immense collection de pièces mécaniques qu'il avait rassemblée. Il y avait réuni les modèles de toutes les machines singulières, toutes les nouvelles pièces d'horlogerie et d'hydraulique, etc., ainsi que des machines de sa composition. Louis XV est venu visiter le cabinet dans sa jeunesse et le maréchal de Villeroy lui a demandé d'inventer une machine pour aider le jeune roi à apprendre les mathématiques.
En octobre 1753, il a formé le projet de donner ses cabinets à l'Académie royale des sciences avec des conditions pour les rendre utiles au public et aux sciences. Le roi a accepté cette offre et a proposé d'installer cette collection au palais du Louvre, à proximité de l'Académie et permettant au public de la visiter. Il a ajouté un codicille à son testament le 1er décembre 1753 pour donner ses cabinets à l'Académie en fixant les conditions de présentation au public. Il a continué à augmenter sa collection pendant sa maladie.
Parmi ses sept frères et sœurs et leurs enfants, il a choisi entre tous ses neveux comme légataire universel Léon François Legendre de Lormoy, lieutenant général des armées du roi. Il est mort dans sa maison de Bercy le 22 février 1754.

## Famille
- Jean Pajot, lieutenant au bailliage de la Grève à Crancey en 1540,
  - Nicolas Pajot (né à Pont-sur-Seine-1640), marié en 1608 avec Mademoiselle Laurenceau
    - Louis-Léon Pajot ( -1686), contrôleur général des postes, conseiller et secrétaire du roi marié à Marie Anne Oger, dame de Villiers, Ons-en-Bray et Saint-Aubin,
      - Léon Pajot (1647-1708), seigneur de Villiers, directeur général des Postes et Relais de France, marié en 1675 à Marie Anne-Rouillé (1659-1694), tante d'Antoine Louis Rouillé, secrétaire d'État de la Marine (1749-1754) puis ministre français des affaires étrangères (1754-1757),
        - Louis-Léon Pajot (1678-1754), comte d'Ons-en-Bray, intendant général des Postes,
        - Christophe Alexandre Pajot ( -1739)
        - Marie-Anne Pajot ( -1710) mariée en 1695 à Gaspard-François Legendre (1668-1740), seigneur de Lormoy, chevalier, conseiller du Roi, maître des requêtes, intendant de Montauban (1699-1714)
          - Paul Gaspard Legendre de Lormoy (1696-1746), conseiller au Parlement de Paris, président en la Chambre des comptes de Paris,
          - Léon François Legendre de Lormoy ( -1772), comte d'Ons-en-Bray, mestre de camp du 1er régiment de cuirassiers en 1730, lieutenant général des armées du roi.

        - Pierre Maximilieu Pajot de Villeperrot ( -1754),
        - Jean-Baptiste Pajot ( -1737)
        - François Pajot
        - Antoine Pajot ( -1757)
        - Anne-Marie Pajot mariée à Claude Joseph Le Jay,

      - Christophe Pajot (1650-1730),
      - Henri Pajot des Marches ( -1713),
      - Bernard Pajot (1658-1741),
      - Henri Gaston Pajot ( -1721), secrétaire du roi, marié à Anne Le Boistel,
        - François Pajot ( -1754), seigneur de Marcheval et receveur général d'Alençon,
          - Christophe Pajot de Marcheval (Orléans, 1724-assassiné à Paris en 1792), intendant de Limoges (1756-1761), intendant de Grenoble (1761-1783), marié en 1751 avec Hélène Marie Moreau de Saint-Just (1729-1797),
            - Christophe François Pajot de Marcheval[1] (1755-1823) marié en mars 1779[2] avec Marie Jeanne François Guillaudeu du Plessis (1763-1831), maître des requêtes en 1775 jusqu'à la Révolution[3],

      - Christophe Pajot ( -1739), seigneur de Noizeau, secrétaire du roi, marié en 1664) à Marie Anne Guyon.
        - Christophe Joseph Pajot (1685-1759), maître des comptes,
        - Pierre Pajot ( -1740), seigneur de Noizeau, maître des requêtes.

## Publications

### Mémoires de l'Académie royale des sciences
- Description et usage d'un métromètre, ou machine pour battre les mesures et les temps de toutes sortes d'airs, dans Mémoires de l'Académie royale des sciences - Année 1732, Imprimerie royale, Paris, 1735, p. 182-195 (lire en ligne).
- Anémomètre qui marque de lui-même sur le papier, non seulement les vents qu'il a fait pendant les 24 heures, et à quelle heure chacun a commencé et fini, mais aussi leurs différentes vitesses ou forces relatives, dans Mémoires de l'Académie royale des sciences - Année 1734, Imprimerie royale, Paris, 1736, p. 123-134 et 6 planches (lire en ligne).
- Des moyens que l'on propose pour remédier aux abus qui se sont glissés dans l'usage des différentes mesures, dans Mémoires de l'Académie royale des sciences - Année 1739, Imprimerie royale, Paris, 1741, p. 51-58 et 4 planches (lire en ligne)
- Description d'une rape à raper du tabac, dans Mémoires de l'Académie royale des sciences - Année 1745, Imprimerie royale, Paris, 1749, p. 31-34 (lire en ligne)
- Méthode facile pour faire tels quarrés magiques que l'on voudra, dans Mémoires de l'Académie royale des sciences - Année 1750, Imprimerie royale, Paris, 1754, p. 241-271 (lire en ligne)

### Histoire de l'Académie royale des sciences
- Recette pour garantir les chevaux de la piqûre des mouches, dans Histoire de l'Académie royale des sciences - Année 1741, Imprimerie royale, Paris, 1744, p. 86 (lire en ligne)